# Хе Мінь
Хе Мінь (16 серпня 1992) — китайський стрибун у воду.
Призер Чемпіонату світу з водних видів спорту 2011 року.
Переможець Азійських ігор 2010 року.